# Grünmaskenkolibri
Der Grünmaskenkolibri oder Schildkolibri (Augastes scutatus) ist eine Vogelart aus der Familie der Kolibris (Trochilidae). Diese endemische Art kommt nur in Brasilien vor. Der Bestand wird von der IUCN als „potenziell gefährdet“ (near threatened) eingestuft.

## Merkmale
Der männliche Grünmaskenkolibri erreicht eine Körperlänge von etwa 8,9 Zentimetern, während das Weibchen nur ca. 8,3 Zentimeter lang wird. Dabei haben beide Geschlechter ein Gewicht  ca. 4,5 bis 5 Gramm. Die Stirn und die Kehle des Männchens glänzen goldgrün. Die Oberseite, die Flügeldecken und Schwanzdecken sind goldenbronzegrün. Die Stirneinfassung ist schwarz. Am Hals hat es einen dunkelblauen Fleck. Die Brust ziert ein cremefarbenes Brustband. Die Unterseite ist dunkelblau. Die blaugrünen Unterschwanzdecken weisen weiße Säume auf. Die Flügel sind schwärzlichpurpurn. Ein weiteres Merkmal ist ein kleiner weißer Fleck hinter dem Auge. Der 21 Millimeter lange, gerade und spitze Schnabel und die Füße sind schwarz. Die Oberseite und die Flügel des Weibchens sind gleich wie beim Männchen. Die Stirn und die Kehle sind goldgrün, wobei die Kehle eine dunkelbraune Einfassung hat. Der Halsseitenfleck ist blau. Die graue Unterseite ist blau und blaugrün gescheckt. Unterschwanzdecken und Brustband sind grauweiß. Der Schwanz ist ähnlich wie beim Männchen, hat aber an den seitlichen Federpaaren graue Spitzen. Die Flügel sind schwärzlichpurpurn.

## Verbreitung und Lebensraum

Verbreitung des Grünmaskenkolibris

Der Grünmaskenkolibri kommt in den Hochgebirgen der Serra do Caraça, Serra do Santo und Serra do Cipó von Minas Gerais in Höhen zwischen 900 und 2000 Metern vor. Die drei Unterarten bewohnen getrennte Biotope dieser Höhenlagen. Das Gebiet ist geprägt von Bromelien durchsetzten Velloziaceae, Kakteen, Vochysiaceae, Myrtengewächsen, Amaryllisgewächsen, Wolfsmilchgewächsen, Seifenbaumgewächsen und Riemenblumengewächsen, die auf mehr oder weniger großen Felsformationen wachsen. Unterhalb dieser Vegetation geht das Gebiet in tropischen Regenwald über. Neben dem Amethystohrkolibri (Colibri serrirostris) und einer Unterart des Goldbauch-Smaragdkolibris (Chlorostilbon lucidus pucherani) ist er die am häufigsten vorkommende Kolibriart dieser Region.

## Verhalten
Der Grünmaskenkolibri ist sehr standorttreu, d. h. man kann ihn oft genau auf denselben Zweigen beobachten. Dabei verteidigt er seinen Platz vor allem in den Morgenstunden gegen vorbeifliegende Konkurrenten, die auf Futtersuche sind. Er sitzt in ca. 3 Metern Höhe auf seinem Ast und singt. Meist fliegt er in Höhen zwischen ein und zwei, nur selten höher als ca. acht Meter über dem Boden. Das Weibchen baut sein Nest alleine relativ frei in Höhen von ca. 60 Zentimetern. Für den Bau verwendet es gröbere Pflanzenteile und Flugsamen von Korbblütlern, die mit Kakteenwatte und Spinnenfäden befestigt werden. Alle Nester haben eine gelblichweiße Färbung und sind in dünne Astgabeln gebaut. Will der Grünmaskenkolibri sich putzen, so taucht er seine gespreizten Schwanzspitzen ins Wasser und schüttelt dann das Wasser über seinen Körper.

## Unterarten
Bisher sind drei Unterarten bekannt, die sich vor allem durch ihre Färbung und Verbreitungsgebiet unterscheiden. Es handelt sich hierbei um:
- Augastes scutatus scutatus (Temminck, 1824)[3] – Nominatform. Kommt in den kakteenbewachenen Felsregionen  von Minas Gerais in Höhen zwischen 900 und 2000 Metern vor.
- Augastes scutatus ilseae Grantsau, 1967[4] kommt in den Buschwaldregionen um 900 Meter in an Flussläufen entlangziehenden Wäldern vor. Oberseite und Schwanz des Männchens sind blaugrünglänzend mit einem leichten Kupferschimmer. Der Gesichtsschild glänzt grün und wird bis zum cremefarbenen Halsband tiefschwarz eingefasst. Die Halsseiten sind dunkelviolett, Brust und Bauch violettblau. Die Schwanzunterseiten sind blaugrün. Die weißlichen Unterschwanzdecken weisen blaugrüne Innenflecken auf. Die Flügel sind farblich wie bei der Nominatform. Die Oberseite, die Flügel und der Schwanz des Weibchens sind gleich wie beim Männchen. Der Gesichtsschild glänzt goldgrün, während die Wangen graubraun sind. Die Halsseiten sind blau, das Brustband weiß. Die Unterseite ist grau mit nur schwachem bläulichen und grünlichen Schimmer. Die Schwanzspitzen enthalten nur wenig Grau. Die Unterschwanzdecken sind schmutziggrau.
- Augastes scutatus soaresi Ruschi, 1963[5] ist präsent im Tal des Rio Piracicaba nahe Santa Bárbara. Diese Unterart ähnelt der Nominatform sehr, hat aber eine blaue Binde zwischen dem violetten Feld an den Halsseiten bis zum Schwanz. Insgesamt ist sie etwas größer als die Nominatform.

## Etymologie und Forschungsgeschichte
Coenraad Jacob Temminck beschrieb den Grünmaskenkolibri unter dem Namen Trochilus scutatus. Als Fundort gab er Brasilien an. Temminck war jeweils ein Typusexemplar im Hof-Naturalien-Cabinet, gesammelt von Johann Natterer, und eines im Muséum national d’histoire naturelle, gesammelt von Augustin François César Prouvençal de Saint-Hilaire, bekannt. Es war John Gould, der ihn in seiner Lieferung 1 seiner Kolibritafeln 1849 in der neuen Gattung Augastes einordnete. Dieser Name ist griechischen Ursprungs und leitet sich von αὐγαστηής, αὐγή augastēs, augē für „Lichtgeber, Radiant, Sonnenlicht“ ab. Das Artepitheton scutatus kommt aus der lateinischen Legionärssprachwelt und bedeutet „mit dem Langschild versehen“, was sich auf den typischen Gesichtsschild des Kolibris bezieht. Dieses Wort wiederum leitet es sich von scutum für „Schild, Langschild“ ab. Ilseae widmete Rolf Grantsau seiner Frau Ilse. Soaresi vergab Augusto Ruschi zu Ehren seines Freundes Júlio Soares.